# Weniamin Petrowitsch Netschajew
Weniamin Petrowitsch Netschajew (russisch Вениамин Петрович Нечаев; * 20. März 1915 in Nowonikolajewsk; † 15. August 1987 in Leningrad) war ein sowjetischer Musiker (Gitarrist) und Filmschauspieler, Mitglied des Estrada-Duetts Netschajew & Rudakow, das in den 1950er Jahren populär war. Er war  Verdienter Künstler der Russischen Föderativen Sozialistischen Sowjetrepublik (1961).

## Frühen Lebensjahren
Weniamin Netschajew wurde am 20. März 1915 in Nowonikolajewsk geboren. Er absolvierte die Musikschule. 1938 wurde er Preisträger des Allunions-Wettbewerbs der Künstler-Instrumentalisten. Er arbeitete im Orchester des Radiokomitees von Nowosibirsk. Er kämpfte im Zweiten Weltkrieg.

## Duett Netschajew & Rudakow
Während ihres Militärdienstes in den Nachkriegsjahren lernte er Pawel Rudakow in Chabarowsk kennen. Nach der Demobilisierung arbeiteten sie etwa drei Jahre in die Ferner Osten Philharmonie.
1948 gründeten Netschajew und Rudakow ein Estrada-Duett und gaben ihr erstes Konzert in Leningrad. Sie haben sich selbst begleitet; Texte für sie wurden von Konstantinow, Razer, Grej, Merlin geschrieben. Es wurden Texte zu aktuellen Themen geschrieben (morgens in der Zeitung – abends in Versen), die die Popularität des Duetts prägten, das zu einem der Zeichen der Zeit des Chruschtschow-Tauwetters geworden war. Sogar Nikita Chruschtschow selbst behandelte Netschajew und Rudakow mit Sympathie; Künstler wurden zu wichtigen Treffen zu kulturellen Themen eingeladen.
1962 wurde das Duett aufgelöst. Das Duett wurde eigens für die Dreharbeiten in Moskau glaubt den Tränen nicht wiedervereint – der Regisseur lud sie ein, an dem Film mitzuwirken, um die Atmosphäre der 1950er Jahre nachzubilden.

## Spätere Jahre und Tod
Nach 1962 arbeitete Netschajew als Zeremonienmeister. Er starb am 15. August 1987 in Leningrad.

## Filmographie
- 1959 – Не имей сто рублей...[4] – Chefregisseur des Theaters[5]
- 1980 – Moskau glaubt den Tränen nicht[6] – Cameo[5]